# Dilobopterus demissa
Dilobopterus demissa är en insektsart som beskrevs av Fabricius 1803. Dilobopterus demissa ingår i släktet Dilobopterus och familjen dvärgstritar. Inga underarter finns listade i Catalogue of Life.